# Siebe Wylin
Siebe Wylin (* 27. Mai 2003 in Roeselare) ist ein belgischer Fußballspieler, der aktuell beim KV Ostende unter Vertrag steht.

## Karriere

### Verein
Wylin begann seine fußballerische Ausbildung in seiner Heimatstadt, bei der KSV Roeselare, wo er von 2008 bis 2019 spielte. Anschließend wechselte er in die Jugendakademie des FC Brügge, wo er neun Jahre lang aktiv war. Im Sommer 2019 unterschrieb er zunächst in der Jugend des KV Ostende. Ab der Saison 2020/21 gehörte er zur ersten Mannschaft, wurde aber bei keinem Spiel eingesetzt. Am 2. Oktober 2021 (10. Spieltag) debütierte er nach später Einwechslung für die Profis in der Division 1A gegen die VV St. Truiden. In der Saison 2021/22 bestritt er acht von 34 möglichen Ligaspielen sowie zwei Pokalspiele. In der nächsten Saison waren es 10 von 34 möglichen Ligaspielen und wiederum zwei Pokalspiele.

### Nationalmannschaft
Wylin spielte bislang für mehrere Juniorenauswahlen aus Belgien.